# Vito Corleone
Don Vito « Corleone » Andolini est un personnage de fiction dans le roman de Mario Puzo Le Parrain et dans le film Le Parrain, réalisé par Francis Ford Coppola en 1972, où il est interprété par Marlon Brando. Il est le chef et parrain de la famille Corleone, l’une des plus puissantes mafia des États-Unis. Il a cinq enfants : Michael (son successeur), Santino (son aîné), Tom Hagen (l’avocat de la famille qu’il a adopté) et Frederico (son cadet qui est gérant d'un hôtel à Las Vegas) et sa fille, Constanzia (la seule fille de la fratrie des enfants de Vito et Carmela Corleone). Dans Le Parrain, 2e partie, le rôle de Vito Corleone jeune est tenu par Robert De Niro.
Vito Corleone a été décrit comme étant proche de nombreuses figures historiques réelles, notamment Frank Costello, qui fut un des chefs les plus influents de la Mafia. Le magazine Première a désigné Vito Corleone comme étant le plus grand personnage de l'histoire du cinéma et le magazine Empire l'a classé à la 53e place de son top des 100 plus grands personnages de films.

## Biographie fictive
Don Vito Corleone, natif de Corleone, un village de Sicile, de son vrai nom Vito Andolini, est le fils d'Antonio Andolini. En 1901, celui-ci est assassiné par Don Francesco Ciccio, parrain de la mafia locale. Paolo Andolini, le frère aîné de Vito, jure de se venger de la mort de leur père : c'est pourquoi Don Ciccio le fait assassiner, ainsi que leur mère, et tente de faire de même avec le jeune Vito, dont il craint une vengeance future. Mais Vito, orphelin solitaire âgé de 9 ans, est exfiltré du village par des amis, et embarque pour l'Amérique dans un bateau rempli d'immigrants italiens. Un employé des douanes d'Ellis Island voyant le jeune Vito Andolini, mutique, porter un carton sur lequel est inscrit le nom de sa ville natale, l'inscrit en tant que Vito Corleone.
Quelques années plus tard, il épouse Carmella et devient après le père de quatre enfants : Santino, surnommé Sonny, bagarreur, indiscipliné et têtu, il est le sous-chef de la famille ; Frederico, « Fredo », est un peu simple et faible ; Michael, le préféré de Vito, timide, discret, héros de la guerre, qui prendra plus tard la succession de son père ; et Constanzia « Connie » Corleone-Rizzi, la seule fille de Vito. En 1917, Vito Corleone, devenu adulte, travaille dans un magasin d’alimentation de New York chez le père de son ami Genco Abbandando.
Le voisinage est contrôlé par un membre de « La Main Noire », Don Fanucci, qui extorque des paiements de protection aux commerçants du quartier. Une nuit, le voisin de Vito, Clemenza, lui demande de cacher des armes pour lui, et plus tard, pour rembourser la faveur, l'emmène dans un appartement luxueux où ils commettent leur premier crime, volant ensemble un tapis élégant. Don Fanucci, au courant de leurs vols, tente de leur extorquer un pourcentage de leurs affaires, mais Vito grâce à son intelligence, se rend compte que Fanucci opère seul, il ne fait partie d'aucune organisation. Il décide donc de l'assassiner .
Plus tard, il crée une entreprise d'huile d'olive, la Genco Pura Oil Company. Façade pour le développement de ses affaires, qui lui permettront de lier des liens avec la population italo-américaine de New York. 
C'est d'ailleurs en utilisant les camions de sa société, qu'il acheminait de l'alcool depuis le Canada lors de la prohibition . C'est Hyman Roth, alors jeune mécanicien, qui entretiendra les camions pour la Genco . 
Il retourne en Sicile et assassine Don Ciccio, devenu très vieux, vengeant ainsi son père, sa mère et son frère. Il adoptera par la suite Tom Hagen, jeune orphelin, malade, que Santino ramènera de la rue. 
À partir de cette période, il affrontera successivement Salvatore Maranzano, Al Capone ainsi que les gangs Irlandais... Dont il triomphera, et appuiera la position de la famille Corleone, comme la plus puissante des cinq grandes familles. 
En 1945, il est le chef de l'une des cinq familles régnant sur le syndicat du crime. Il ne supporte pas l'idée de ne pas obtenir tout ce qu'il veut et les autres patrons de la Mafia se gardent bien de l'affronter, jusqu'au jour où, devant son refus de prendre part au commerce lucratif de la drogue, ils assassinent Luca Brazi, le fidèle homme de main du Don, chargé de surveiller Sollozzo, « le Turc » ; ils vont l'attaquer en pleine rue et l'abattre de plusieurs balles de revolver.
Il survit pourtant. Son fils Michael, qui n'a jamais pris part aux affaires, sauve son père d'un second complot, en abattant les protagonistes, Sollozzo et McCluskey, un policier corrompu au service de Sollozzo, et part se cacher en Sicile. Trois ans plus tard, Sonny, le fils aîné de Vito, est assassiné par les hommes de main d'Emilio Barzini, parrain d'une autre famille de la mafia.
À la suite de ce meurtre, Don Vito organise une rencontre entre les différents chefs des cinq familles, pour finir la guerre et organiser le retour de son fils Michael.
Il meurt d'une crise cardiaque alors qu'il joue avec son petit-fils, Antonio Vito Corleone, dans une petite parcelle où l'on cultive des tomates, juste après la mythique « scène du quartier d'orange ». À son enterrement son cercueil est couvert de centaines de roses, une pour chaque invité.
Don Vito Corleone est interprété par Marlon Brando dans Le Parrain, puis par Robert De Niro dans Le Parrain, 2e partie qui évoque sa jeunesse.

## Inspirations
Mario Puzzo aurait été inspiré par de véritables gangsters de la mafia italo-américaine de la première moitié du XXe siècle comme Carlo Gambino, Joe Profaci, Frank Costello et Lucky Luciano, Vito est le prénom du premier grand parrain sicilien (Vito Cascio), et Corleone est le nom du village, devenu célèbre, dont sont issus les corleonesi qui dominèrent la scène mafieuse sicilienne des années 1980 à 2000.
Mais il semblerait que Puzzo se soit plus inspiré de Frank Costello pour son personnage de Vito. Vito Corleone a le même gestuelle que Costello (notamment une voix rauque), tout un relationnel avec des politiciens et ainsi que de nombreux évènements de sa vie réelle. Comme Costello, Don Corleone désapprouve le trafic de drogue, qu'il qualifie de « travail sale ». Marlon Brando semble s'être inspiré d'enregistrements de la commission Kefauver comme base pour l'accent de son personnage. Joe Profaci a inspiré le personnage de Vito pour sa façade professionnelle avec son entreprise d'huile d'olive.

### Famille Corleone

Arbre généalogique des Corleone

- Vito Corleone - père - le parrain de la famille ; joué par Robert de Niro (jeune) et Marlon Brando (vieux)
- Carmelia Corleone — femme, joué par Morgana King
- Santino "Sonny" Corleone — fils aîné ; joué par James Caan
- Tom Hagen — fils adoptif, joué par Robert Duvall
- Frederico "Fredo" Corleone — second fils (ou troisième si l'on compte Tom) ; joué par John Cazale
- Michael Corleone — fils cadet ; joué par Al Pacino
- Constanzia 'Connie' Corleone — unique fille ; joué par Talia Shire
- Frank Corleone — petit fils
- Santino Corleone, Jr. — petit-fils
- Francesca Corleone - petite-fille, jumelle de Kathryn Corleone
- Kathryn Corleone - petite-fille, jumelle de Francesca Corleone
- Vincent Mancini-Corleone — petit-fils ; joué par Andy García et héritier
- Anthony Corleone — petit-fils ; joué par Franck D'Ambrosio
- Mary Corleone — petite-fille ; joué par Sofia Coppola
- Victor Rizzi- petit-fils
- Michael Rizzi- petit-fils